# Biblioteca Clásica
Die Biblioteca Clásica (Klassische Bibliothek) ist eine spanische Buchreihe mit „Klassikern“, überwiegend aus der europäischen Literatur, aber auch darüber hinaus. Sie erscheint seit 1878. Ab 1879 begann man damit, sie zu nummerieren. Sie erscheint in Madrid in verschiedenen Verlagen:
- Librería de Hernando, Viuda de Hernando, Sucesores de Hernando, Perlado, Páez y Compañía: Arenal 11, Madrid.
- Luis Navarro, Editor: Colegiata N° 6, o Isabel La Católica N°25, Madrid.
- Imprenta Central a cargo de Víctor Saiz: Colegiata N° 6, Madrid.

Die Schwerpunkte bilden Werke der griechisch-römischen Antike und der europäischen Literatur, von der romanischen insbesondere die spanische. Viele der darin enthaltenen Werke sind digitalisiert, beispielsweise das zweibändige Werk Cristóbal Colón y el descubrimiento de América: historia de la geografía del nuevo continente y de los progresos de la astronomía náutica en los siglos XV y XVI (Christoph Kolumbus und die Entdeckung Amerikas: eine Geschichte der Geographie des neuen Kontinents und der Fortschritte der nautischen Astronomie im fünfzehnten und sechzehnten Jahrhundert) von Alexander von Humboldt.
Die Reihe ist nicht zu verwechseln mit anderen Reihen, wie z. B. Biblioteca Clásica Grecos, Biblioteca Clasica de la Real Academia Española, Biblioteca Clasica de La Medicina Española usw.